# Bioparque los Ocarros

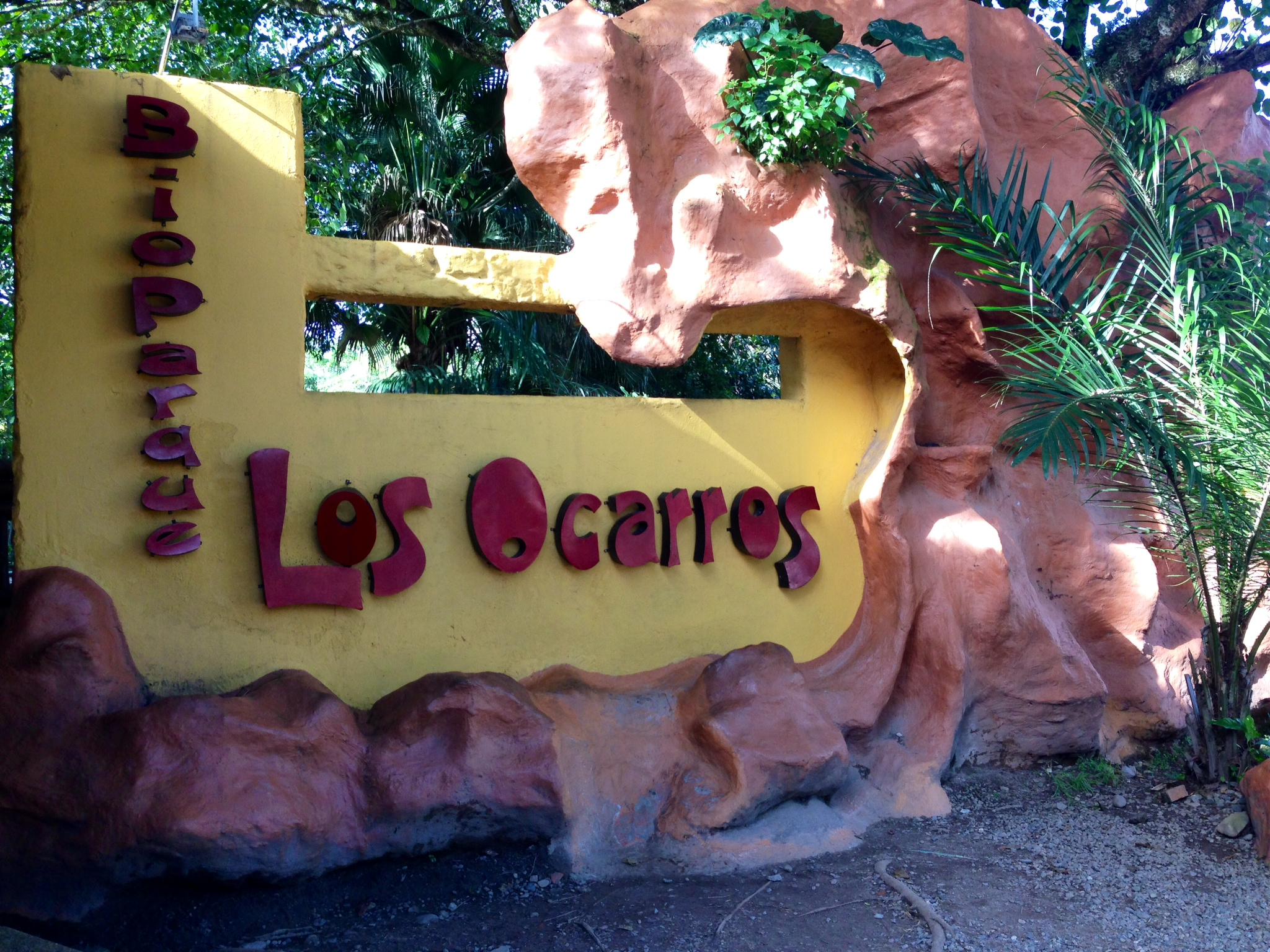

El Bioparque Los Ocarros, se encuentra ubicado a 3 kilómetros de la ciudad de Villavicencio, Vía Restrepo, Villavicencio Meta-Colombia). Con una extensión de 5,8 hectáreas. El Bioparque fue fundado el 17 de octubre de 2003 con el objetivo de respaldar la conservación de la Fauna nativa de los Llanos Orientales Colombianos.
El Bioparque debe su nombre a un Armadillo gigante o Priodontes maximus nativo de la regia, el cual se encuentra en via de extinción.
El Bioparque Los Ocarros cuenta con aproximadamente 1.200 animales de 193 especies diferentes naturales de esta región convirtiéndolo en el primer Bioparque del país en el que conviven tantas especies propias del ecosistema llanero.
El Bioparque está íntegramente dedicado a preservar las riquezas naturales de la región, además de ofrecerles a los visitantes diferentes tipos de recreación temática para inculcar el aprendizaje sobre especies de flora y fauna in situ.

## Flora
El Bioparque Los Ocarros cuenta con un área de 5,8 hectáreas de terreno, en el cual se realizan trabajos de preservación tanto de la Flora como de los ecosistemas que la componen. El Bioparque en la actualidad tiene el compromiso de cuidar el recurso hídrico que abastece a la zona que comprende a las veredas vecinas de Vanguardia, El Cairo, La Poyata y Puente Amarillo en el departamento del Meta.
En la actualidad el Bioparque recibe aportes de universidades e instituciones como la Junta de Acción Comunal de Vanguardia, Cormacarena, Gerencia Ambiental, Secretaria de Medio Ambiente, Universidad de los Llanos, Universidad del Tolima, Universidad Javeriana y otras entidades. Hoy en día el parque se encuentra en un proceso de corto plazo para certificar al Bioparque en procesos óptimos de calidad pío.

## Fauna
Los Ocarros o Armadillos Gigantes son especies en vía de extinción los cuales pueden llegar a pesar hasta 80 kilos en su edad adulta, además tiene una armadura ósea que le cubre el dorso y los costados, pero a pesar de parecer muy rígida es bastante flexible. 
En los diferentes sectores del parque, se encuentran 38 hábitas en los cuales se encuentran cerca de 181 especies de fauna originaria de esta región, además cuenta con cerca de 1.400 especies de aves, peces, reptiles, Dantas, chigüiros, zainos, venados, cafuches, jaguares, pumas, tigres mariposa, tigrillos, cocodrilos, babillas, guacamayas, loros, paujiles, pavas, tucanes, anacondas, entre otros.

## Acceso
Los Ocarros esta a las afueras de la ciudad, a 10 minutos por la vía a Restrepo, existe una ruta de transporte urbano que va desde el sector de la Esperanza hasta este lugar y hay otras 2 formas de llegar si no se cuenta con un vehículo propio.
Una opción es tomando los Camperos que van hacia el municipio de Restrepo o los Colectivos que van hacia el municipio de Cumaral; ambos servicios los encuentra ubicados pasos abajo del Centro Comercial Villa Julia en el Centro de Villavicencio, con un costo de $5.000 por persona un solo trayecto (precios de enero de 2020).
Otra manera es tomando un taxi y la tarifa puede variar dependiendo de la zona de Villavicencio en donde se encuentre ubicado.3 Kilómetros en la vereda Vanguardia Alta, Vía Restrepo - Villavicencio (Meta-Colombia)